# Heinrich Knotzer
Heinrich Knotzer (* 12. Juli 1906 in Pöttsching; † 12. September 1992 ebenda) war ein österreichischer Landarbeiter, Gewerkschafter und Politiker (SPÖ). Er war Abgeordneter zum Burgenländischen Landtag und Landesrat in der Burgenländischen Landesregierung. Knotzer war verheiratet. 

## Ausbildung und Beruf
Knotzer wurde als Sohn des Landarbeiters Heinrich Knotzer aus Pöttsching geboren. Er besuchte die Volksschule in Pöttsching und war im Anschluss Landarbeiter im Gutsbetrieb Pöttsching. Von 1932 bis 1934 arbeitete Knotzer im Braunkohlebergwerk Pöttsching und übernahm ab Juli 1934 Gelegenheitsarbeiten bei verschiedenen Firmen. Zwischen 1939 und 1942 war er im Autobahnbau beschäftigt, bevor er in die Wehrmacht eingezogen wurde und die Zeit zwischen 1942 und 1946 im Kriegsdienst sowie in amerikanischer Kriegsgefangenschaft verbrachte. Knotzer kehrte am 6. April 1946 aus der Gefangenschaft zurück. 

## Politik
Knotzer engagierte sich früh in der Gewerkschaft und war ab 1922 Obmann, Betriebsrat und Kassier sowie Vertrauensmann der Gewerkschaft. Zwischen 1922 und 1926 hatte er die Funktion des Obmanns der Sozialistischen Arbeiter-Jugend im Bezirk Mattersburg inne, 1934 wurde er wegen seiner politischen Tätigkeit verfolgt. Nach seiner Heimkehr aus der Gefangenschaft war Knotzer ab Juli 1946 Landessekretär der Gewerkschaft der Arbeiter in der Land- und Forstwirtschaft und ab 1948 deren Zweiter Obmann. Zwischen 1949 und 1958 hatte er das Amt des Vorsitzenden-Stellvertreter des ÖGB-Burgenland inne, 1958 war er Obmann der Landwirtschaftskrankenkasse für das Burgenland und von 1954 bis 1969 Vizepräsident der Arbeiterkammer Burgenland. Im Jahr 1961 amtierte er kurzfristig als deren geschäftsführender Präsident. 
Innerparteilich hatte Knotzer 1948 das Amt des Bezirksparteiobmanns von Mattersburg inne. Er war zwischen 1946 und 1952, von 1955 bis 1957 sowie zwischen 1958 und 1959 Bürgermeister der Gemeinde Pöttsching. Knotzer gehörte zwischen dem 28. Juni 1949 und dem 4. November 1949 der Landesregierung Karall I an und wurde am 4. November 1949 als Abgeordneter zum Burgenländischen Landtag angelobt. Er gehörte diesem bis zum 27. Juli 1960 an, wobei er auf sein Mandat verzichtete. Knotzer war bereits am 16. Juni 1959 erneut als Landesrat in die Landesregierung Johann Wagner I gewählt worden und gehörte auch den Landesregierungen Wagner II und Lentsch an. Knotzer schied am 18. Dezember 1962 aus dem Kabinett Lentsch aus und wurde noch am selben Tag erneut in den Burgenländischen Landtag gewählt. Er übernahm ab dem 18. Dezember 1962 das Amt des 2. Landtagspräsidenten, ab 17. April 1964 war er 3. Landtagspräsident. Knotzer schied am 17. April 1968 aus dem Landtag aus.